# Ice Spice
Isis Naija Gaston (New York, 1 januari 2000), bekend onder de artiestenaam Ice Spice, is een Amerikaanse rapper en songwriter. Ze vergaarde bekendheid met het nummer 'Munch (Feelin' U)' dat viraal ging op TikTok en haar samenwerkingen met PinkPantheress ('Boy's A Liar Pt. 2'), Nicki Minaj ('Princess Diana Remix' en 'Barbie World') en Taylor Swift ('Karma').

## Biografie
Isis Naija Gaston werd geboren op 1 januari 2000 in The Bronx in de stad New York. Daar groeide ze op als kind van gescheiden ouders en met vier jongere halfbroers en -zussen. Haar moeder is Dominicaans en haar vader Nigeriaans. Gaston was al jong bezig met muziek en teksten schrijven. Haar vader, die ook aan rap deed, moedigde haar aan om met hem te freestylen. Als kleuter zong ze en op school schreef ze gedichten en kleine freestyle raps. Als tiener was ze geïnteresseerd in vrouwelijke rappers zoals Lil' Kim en Nicki Minaj en in popartiesten zoals Lady Gaga, Katy Perry en Ed Sheeran. Na de middelbare school studeerde Gaston communicatie aan State University of New York (SUNY) at Purchase. Deze opleiding verliet ze echter in het tweede jaar omdat ze niet het idee had dat ze er op haar plek was.

### Carrière
Tijdens haar studie kreeg Gaston interesse in drillrap. Ook ontmoette ze op de universiteit de producer RiotUSA. Ze stuurde hem freestyle raps over andere nummers, die hij dan over een nieuwe instrumentale track zette. Zo werd Gastons eerste nummer 'Bully Freestyle' geboren. Dit nummer verscheen op SoundCloud nadat Gaston viraal was gegaan op Twitter met de 'Buss It' challenge. Dit gebeurde onder de naam Ice Spice, een bijnaam die Gaston in haar tienerjaren voor zichzelf had verzonnen. Ice Spice maakte nog verschillende andere nummers op eenzelfde manier als 'Bully Freestyle', waaronder 'No Clarity'.
Ice Spice vergaarde echter pas echt bekendheid in de rapwereld met haar nummer 'Munch (Feelin' U)'. Rapper Drake was fan van het nummer en draaide het op zijn radiostation. Een paar maanden dat het nummer verscheen was het al 34 miljoen keer beluisterd op streamingdiensten. Een paar maanden later verscheen het nummer 'Bikini Bottom'. Naar aanleiding van het succes van 'Munch (Feelin' U)' tekende Ice Spice een platencontract bij 10K Projects/Capitol Records. Bij dit label bracht ze haar eerste EP uit, Like...?, waar ook 'Munch (Feelin' U)' en 'Bikini Bottom' op staan. De deluxe versie van deze EP verscheen in de zomer van 2023.
In het voorjaar van 2023 werkte Ice Spice mee aan verschillende remixes. Hiermee wist ze een breder en internationaal publiek te trekken dan met haar eerdere nummers. Eerst werkte ze met PinkPantheress aan het nummer 'Boy's A Liar Pt. 2'. Deze single bereikte de derde plek in de Amerikaanse hitlijsten en behaalde ook hitnoteringen in verschillende Europese landen. De tweede remix was van het nummer 'Princess Diana' en bracht Ice Spice uit met Nicki Minaj. Deze behaalde een vierde plek in de Amerikaanse Hot 100, maar was wereldwijd minder populair dan 'Boy's A Liar Pt. 2'. Ice Spice was ook te horen op de remix van het nummer 'Karma' van Taylor Swift dat als single van de deluxe editie van Swifts album Midnights verscheen. Deze single haalde de tweede plek in de Amerikaanse Hot 100 en de top tien van verschillende hitlijsten wereldwijd. Ice Spice droeg ook bij aan de soundtrack voor de film Barbie. Hiervoor werkte ze opnieuw met Nicki Minaj en rappen ze over een sample van het nummer 'Barbie Girl' van Aqua.

## Discografie

### Singles
| Lied                                     | Verschijnen     | Album             | Hitlijsten | Hitlijsten | Hitlijsten  | Hitlijsten  | Hitlijsten   | Hitlijsten   | Hitlijsten | Hitlijsten |
| Lied                                     | Verschijnen     | Album             | BE (VL)    | BE (VL)    | NL (Top 40) | NL (Top 40) | NL (Top 100) | NL (Top 100) | GB         | US         |
| Lied                                     | Verschijnen     | Album             | Piek       | Weken      | Piek        | Weken       | Piek         | Weken        | Piek       | Piek       |
| ---------------------------------------- | --------------- | ----------------- | ---------- | ---------- | ----------- | ----------- | ------------ | ------------ | ---------- | ---------- |
| Boy's A Liar Pt. 2 (met Pink Pantheress) | 3 februari 2023 | —                 | —          |            | 31          | 6           | 18           | 15           | 2          | 3          |
| Karma (met Taylor Swift)                 | 26 mei 2023     | Midnights         | —          |            | 26          | 6*          | 60           | 5*           | 12         | 2          |
| Barbie World (met Nicki Minaj en Aqua)   | 23 juni 2023    | Barbie Soundtrack | —          |            | tip9        |             | 44           | 4*           | 20         | 7          |